# Фред Уипъл
Фред Лорънс Уипъл (на английски: Fred Lawrence Whipple) е американски астроном. Той е най-добре известен с труда, който публикува в „Астрофизикъл Джърнъл“ през 1950 г. В него той предлага потвърдената днес теория „мръсна снежна топка“ за състава на кометите (въпреки че първоначално той използва термина „заледен конгломерат“).

## Биография
Роден е на 5 ноември 1906 година в Ред Оук, Айова. През 1931 г. започва работа в обсерваторията на Харвардския университет, където изучава траекториите на метеори. Той установява, че те водят началото си от слънчевата система, а не от междузвездното пространство.
През 1970 г. получава медал „Леонард“ на Метеоритното общество.
Умира на 30 август 2004 година в Кеймбридж, Масачузетс, на 97-годишна възраст.